# Giga (strumento musicale)
La giga è uno strumento musicale a corde suonate con un arco, della famiglia della ribeca, forse derivata dalla lira ad arco.

## Descrizione
La forma dello strumento è una cassa armonica piatta, con due feritoie a “C” ed un fondo a pera e dall'altra estremità c'è un manico sul quale ci sono i piroli per accordare.
Ha tre o quattro corde, accordate per quarte o per quinte e comprendeva l'intera famiglia (soprano, contralto, tenore e basso), Alexander Agricola ne cita tre taglie (grosse, kleine, polniche).

## Nome
È proprio dal nome di questo strumento che sembra provenire il termine tedesco geige che significa violino.

## Storia
Il suo periodo di diffusione è cominciato nel Medioevo ed è continuato nel Rinascimento e nel Barocco riducendo progressivamente le proprie dimensioni, fino a trasformarsi nella minuscola pochette, che, come dice il nome, era uno strumento ad arco da tasca.
Santa Caterina de' Vigri suonava la Giga ed il suo strumento è perfettamente conservato nel Convento del Corpus Domini di Bologna.
Non sempre viene identificata in maniera giusta e spesso viene confusa con altri strumenti; Michael Praetorius, nel Syntagma musicum, per esempio, la identifica come viola da braccio, Leopold Mozart, nel Versuch eine wahre art der Geige zu spielen, nota che il termine è “ein allgemeines Wort, welches alle Arten der Geigeninstrumente in sich einschliesset” (un termine generico, che comprende ogni tipo di strumento ad arco).

## Iconografia
Esistono numerose raffigurazioni dello strumento, per esempio quelle del Beato Angelico, Cima da Conegliano e Gentile Bellini.

## Letteratura
Lo strumento è citato da Dante nel canto XIV del Paradiso (E come giga e arpa, in tempra tesa di molte corde, fa dolce tintinno, a tal da cui la nota non è intesa)